# Йоала, Яак Арнович
Я́ак А́рнович Йо́ала (эст. Jaak Joala; 26 июня 1950, Вильянди, СССР — 25 сентября 2014, Таллин, Эстония) — советский и эстонский эстрадный певец. Заслуженный артист Эстонской ССР (1980).

## Биография

### Детство и юность
Родился 26 июня 1950 года в музыкальной семье (его мать была музыковедом и работала в Государственной филармонии Эстонской ССР), с детства обучался игре на фортепиано и флейте.
Из-за своего отказа прекратить исполнение рок-музыки был вынужден оставить учёбу в Таллинском музыкальном училище. Срочную военную службу проходил в Таллине в армейском ансамбле.

### Карьера
Во второй половине 1960-x годов Яак был бас-гитаристом и солистом различных эстонских групп и ансамблей, к этому же времени относятся и первые его записи на радио. В 1970 году выиграл республиканский конкурс комсомольской песни, год спустя — конкурс молодых эстрадных певцов.
Был солистом ансамблей «Lainer» и «Radar».
В 1970-е годы неоднократно получал премии различных конкурсов и фестивалей песни. Высшим его достижением стало завоевание специального приза жюри на международном конкурсе песни в Сопоте в 1975 году. Сотрудничал с крупнейшими советскими эстрадными композиторами — Давидом Тухмановым, Александром Зацепиным, Раймондом Паулсом и другими.
В канун нового 1979 года на советском телевидении прошла премьера музыкального телефильма «31 июня», в котором прозвучало несколько песен в исполнении Яака Йоалы. С этого времени к певцу пришла огромная популярность.
В 1970-х — 1980-х годах певец много гастролировал, участвовал в праздничных концертах, снялся в нескольких музыкальных фильмах (фильм-концерт «Olümpiaregati tähed / Звёзды олимпийской регаты» (ЦТ и ETV, 1980), «Jaak Joala. Estraaditähestik» (Eesti Televisioon, 1981), «Teisikud / Двойники» (Eesti Telefilm, 1982) и др.) и телепередачах («Утренняя почта», «Голубой огонёк»…), неоднократно становился лауреатом телевизионного фестиваля «Песня года».
Йоала виртуозно владел различными музыкальными инструментами и иногда сам исполнял инструментальные партии на записях собственных песен — сохранились записи его исполнения на фортепиано, флейте, гитаре, ударных.
Муслим Магомаев писал о певце в газете «Советская культура» (№ 35 за 1981 г.):

Артистическая внешность, броская, именно эстрадная манера пения, без налёта вульгарности, подчас выдаваемой за «эстрадную специфику», без штампов, копирования кого-то и чего-то. А главное — голос яркий, звонкий, наполненный, которым он свободно владеет; крепкое певческое дыхание, коим обладает далеко не каждый вокалист — всё это привлекает в нём. Яак Йоала поёт красиво, взволнованно, что называется, на нерве.

С 1988 года Яак покинул советскую сцену, а в середине 1990-х практически прекратил концертные выступления.
После ухода со сцены преподавал гитару в Таллинском музыкальном училище.
В 2000 году был одним из учредителей Эстонского союза исполнителей — организации, защищающей авторские права эстонских музыкантов. Несколько лет возглавлял его.
В 2002 году на телеканале ТВС в авторском цикле Сергея Костина «Хвост кометы» вышла передача о Яаке Йоале.
Занимался продюсированием молодых певцов, преподавал вокал.

### Личная жизнь и последние годы
Первая жена — Дорис, от неё сын Янар (умер в 2019 году) и внучка Кармен. Вторая жена — Майре, в этом браке детей не было.
В 2005 году перенёс первый инфаркт, в 2006 — инсульт и второй инфаркт. 17 мая 2011 года был госпитализирован в кардиологическое отделение в связи с третьим инфарктом.
Скончался на 65-м году жизни 25 сентября 2014 года. Похоронен на Лесном кладбище города Таллина.
31 декабря 2020 года в парке на улице Пости города Вильянди открыли памятник эстрадному певцу Яаку Йоале. Стоимость составила 50 тысяч евро, а скульптором был Мати Кармин. Памятник вызвал возмущение супруги певца, которая утверждала, что он не соответствовал первоначальному эскизу, и недовольство жителей страны, в результате чего городские власти закрыли его фанерой. В январе 2022 года памятник был демонтирован.

## Дискография
Миньоны, синглы
- 1972 — Поёт Яак Йоала (SP, «Мелодия», ГД-0002875)
- 1972 — Поёт Яак Йоала (ЕP, «Мелодия», Д-00032531-2)
- 1979 — Любовь нас выбирает (SP, «Мелодия», 33ИД 41899)
- 1979 — Яак Йоала поёт песни Д. Тухманова на стихи В. Харитонова (SP, «Мелодия», С62-13069-70)
- 1979 — Клифф Ричард (Великобритания) / Яак Йоала (EP, «Мелодия», Г62-07331-2)
- 1981 — Поёт Яак Йоала и ансамбль «Радар» (EP, «Мелодия», С62-16597-8)
- 1981 — Поёт Яак Йоала. Песни Р. Паулса на слова А. Ковалёва (EP, «Мелодия», С62-16795-6)
- 1982 — Яак Йоала (EP, «Мелодия», С62-17573-4)
- 1982 — Поёт Яак Йоала (EP, «Мелодия», Г62-09203-4)
- 1985 — Яак Йоала. «Не забывай» (SP, «Мелодия», 45С62 23349 005)

Долгоиграющие пластинки
- 1975 — Поёт Яак Йоала («Мелодия», С60-05965-6)
- 1985 — Сама любовь. Песни Давида Тухманова поёт Яак Йоала («Мелодия», С60-23469 008)

Компакт-кассеты
- 1972 — Яак Йоала («Мелодия», М 00159)
- 1979 — Поёт Яак Йоала («Мелодия», СМ 00727)

Компакт-диски
- 2007 — Яак Йоала исполняет песни Давида Тухманова. Сама любовь («Бомба Мьюзик», BoMB 033—300)
- 2008 — Поёт Яак Йоала («Мелодия Украина», NMCCD-0145)
- 2018 — Карусель
- 2020 — Колея

## Творчество

### Репертуар
На эстонском языке
- «Ausus» («Honesty») (Б. Джоел — эстонский текст В. Оявере)
- «Butterfly» («Butterfly») (D. Gerard — эстонский текст К. Кикерпуу)
- «Leedi Madonna» («Lady Madonna») (J. Lennon, P. McCartney — эстонский текст Х. Кармо)
- «Valge aurik» («Dixie Lily») (Э. Джон — эстонский текст Х. Кармо)
- «Besame mucho» («Besame Mucho Señora») (Roferri — эстонский текст Х. Кармо)
- «Jääda iseendaks» («Карусель») (В. Севастьянов — эстонский текст В. Оявере)
- «Sulle, Leyna» («All For Leyna») (Б. Джоел — эстонский текст Х. Кармо)
- «Langeb vihmapiisk» («Raindrops Keep Fallin' On My Head») (Б. Бакарак — эстонский текст Х. Кармо)
- «Karneval» (Г. Таниэль — эстонский текст О. Саду)
- «Kui mind kutsud sa» (С. Педерсен — эстонский текст Х. Кармо)
- «Suveöö» (А. Ойт — эстонский текст Х. Кармо)
- «Meri, mu tuhandenäoline sõber» (А. Ойт — эстонский текст Ю. Саар)
- «Mu kodu» (У. Найссоо — эстонский текст Ю. Саар)
- «Mere muusika» (А. Хауг — эстонский текст Ю. Халлинг)
- «Naerata» («Smile A Little Smile For Me») (T. MacAuley & G. Stephens — эстонский текст С. Лаансоо)
- «Öölaul» (Р. Таммик — эстонский текст К. Таммик)
- «Ob-la-di, ob-la-da» («Ob-La-Di, Ob-La-Da») (J. Lennon, P. McCartney — эстонский текст Э. Песла)
- «Ohtlik naine» («Devil Woman») (Т. Бриттен — эстонский текст Х. Кармо)
- «Elavate laul» (А. Ойт — эстонский текст Х. Кармо)
- «Laul verelilledest» (Г. Таниэль — эстонский текст Х. Карьяхярм)
- «Unustuse jõel» (А. Ойт — эстонский текст Х. Кармо)
- «Päike ikka paistma jääb» (муз. и сл. К. Кикерпуу)
- «Sind hüüan» («Тебя зову» (В. Игнатьев — эстонский текст О. Роотс)
- «Vaikne öö» (Р. Таммик — эстонский текст К. Таммик)
- «Neli sõlme» («Четыре узла») (В. Игнатьев — эстонский текст О. Роотс)
- «See paepealne maa» («Эта каменистая земля») (Г. Подэльский — эстонский текст Х. Кармо)
- «See rõõm on elust endast» (муз. и сл. К. Кикерпуу)
- «Silmades sul on palju» («Эти глаза напротив») (Д. Тухманов — эстонский текст Х. Кармо)
- «Enam ma ei naera» (О. Эхала — эстонский текст В. Оявере)

На русском языке
- «Арена» (В. Мигуля — М. Пляцковский) из т/ф «Двойники»
- «Беседа с Отечеством» (Д. Тухманов — А. Дрилинга / Л. Озеров)
- «Бумажный самолётик» (В. Севастьянов — А. Римицан)
- «Быть самим собой» (В. Севастьянов — А. Римицан)
- «Вдруг» (Р. Паулс — А. Ковалёв)
- «Ветер с пепелищ» («Tuhaväljade tuul») (А. Ойт — Х. Кармо / Г. Муравин)
- «Вечно юная Москва» (Г. Подэльский — М. Лаписова)
- «Время мчится» (Р. Горобец — П. Жагун)
- «Давай поиграем в любовь» (И. Котелков — А. Кришта) из т/ф «Двойники»
- «Дело случая» («Nepareizā dziesma») (Р. Паулс — Я. Петерс / В. Оявере) из т/ф «Двойники»
- «Другие слёзы» («Inne łzy») (Б. Баер — Я. Кофта / ?)
- «Ещё не поздно» (Д. Тухманов — В. Харитонов)
- «Звёздная ночь» (В. Густов — Э. Ширяев)
- «Здравствуй» (Д. Тухманов — В. Харитонов)
- «Здравствуй, Мир!» (Л. Квинт — В. Костров) — исп. Звёзды Эстрады 80-х: Юрий Антонов, Анне Вески, Лилия Сандулеса, Валерий Леонтьев, Яак Йоала, Александр Тиханович
- «Золота слышен звон» (А. Зацепин — Л. Дербенёв) из т/ф «31 июня»
- «Из памяти уходят имена» (М. Минков — О. Лукьянова)
- «Ищу тебя» (А. Зацепин — Л. Дербенёв)
- «Июль» (В. Густов — Э. Ширяев)
- «Как жаль» (В. Резников — В. Резников)
- «Как жаль» (Д. Тухманов — А. Дементьев)
- «Колея» (В. Густов — А. Кришта)
- «Лаванда» (В. Матецкий — М. Шабров) — исп. София Ротару и Яак Йоала
- «Летняя ночь» («Suveöö») (А. Ойт — Х. Кармо / В. Оявере)
- «Любовь нас выбирает» (А. Зацепин — Л. Дербенёв) из т/ф «31 июня» — исп. Яак Йоала и группа «Аракс»
- «Малышка» (В. Севастьянов — А. Римицан)
- «Моё тысячеликое море» («Meri, mu tuhandenäoline sõber») (А. Ойт — Ю. Саар / ?)
- «Москвичи» (А. Эшпай — Е. Винокуров)
- «Натали» (Е. Мартынов — А. Дементьев)
- «Не беда» (В. Резников — В. Резников)
- «Не забывай» (Д. Тухманов — В. Харитонов)
- «Не успеваю» (Ю. Саульский — Р. Рождественский)
- «Ни дня без тебя» («Valerie») (S. Winwood — W. Jennings / В. Оявере) из т/ф «Двойники»
- «Новый год» (В. Резников — В. Резников)
- «Он пришёл, этот добрый день» (А. Зацепин — Л. Дербенёв и Р. Казакова) из т/ф «31 июня» — исп. Татьяна Анциферова и Яак Йоала
- «Песня о моей любви» (Е. Мартынов — С. Островой)
- «Песня о счастье» (А. Журбин — Р. Рождественский) — исп. Яак Йоала в дуэте с Людмилой Сенчиной
- «Подберу музыку» (Р. Паулс — А. Вознесенский)
- «Последний бой» (М. Ножкин — М. Ножкин)
- «Пощадите моё сердце» («Arizona») (Р. Паулс — Я. Петерс / В. Оявере) из т/ф «Двойники»
- «Предсказание» (Д. Тухманов — Г. Кантор)
- «Прощальный день» (Д. Тухманов — А. Саед-Шах)
- «Разберёмся» (Р. Горобец — М. Танич)
- «Расколотый мир» («When Two Worlds Drift Apart») (P. Sills — В. Оявере)
- «Река забвения» («Unustuse jõel») (А. Ойт — Х. Кармо / В. Оявере)
- «Речка Гусь» (Г. Подэльский — Т. Синицкий)
- «С первого взгляда» (М. Минков — Ю. Энтин)
- «С полуслова» (Д. Тухманов — И. Шаферан)
- «С этого понедельника» (В. Севастьянов — А. Римицан)
- «Сама любовь» (Д. Тухманов — И. Шаферан)
- «Свадебные кони» (Д. Тухманов — А. Поперечный)
- «Сердце» (И. Дунаевский — В. Лебедев-Кумач)
- «Сердцевинка» (Р. Паулс — А. Ковалёв)
- «Серебряный ветер» (И. Любинский — С. Есенин)
- «Силуэт любви» (Р. Паулс — А. Ковалёв)
- «Созвездие любви» (В. Мигуля — А. Дементьев)
- «Солнечные часы» (В. Мигуля — И. Резник)
- «Солнце не погаснет» («Päike ikka paistma jääb») (К. Кикерпуу — К. Кикерпуу / В. Оявере)
- «Спасибо, любовь» (Д. Тухманов — И. Шаферан) из т/ф «Двойники»
- «Спелые вишни» (Р. Горобец — И. Иванова)
- «Старая лестница» (В. Севастьянов — А. Римицан)
- «Страна родная» («See kaunis maa») (К. Кикерпуу — К. Кикерпуу / ?)
- «Счастье прикоснётся к нам» («Better Than I Know Myself») (D. Cooke — J. MacKenzie-Dunn / В. Оявере) из т/ф «Двойники»
- «Тандем» (В. Резников — Н. Зиновьев)
- «Телефонный звонок» (Р. Паулс — А. Ковалёв)
- «Фотографии любимых» (Д. Тухманов — В. Харитонов)
- «Хватит ждать» («It’s Alright») (R. Strange — R. Strange / В. Оявере) из т/ф «Двойники»
- «Что-то было» (Д. Тухманов — В. Харитонов)
- «Чудо любви» (Е. Мартынов — И. Кохановский)
- «Я — сын солдата» (В. Оякяэр — Д. Васильев)
- «Я всё равно на ней женюсь» (А. Зацепин — Л. Дербенёв и Р. Казакова) из т/ф «31 июня» — исп. Яак Йоала и группа «Аракс»
- «Я жду почтальона» (В. Матецкий — И. Шаферан)
- «Я или он» (В. Шаинский — Н. Олев)
- «Я рисую» (Р. Паулс — А. Дементьев)
- «Я тебе весь мир подарю» (Е. Мартынов — И. Резник)
- «Янтарная песня» (О. Иванов — Л. Ошанин)

## Награды и звания
- Заслуженный артист Эстонской ССР (1980).
- 3 февраля 2010 года канцелярия президента Эстонии сообщила о решении наградить музыканта орденом Белой звезды IV класса[8].